# Подпространство Крылова
В линейной алгебре подпростра́нством Крыло́ва размерности {\displaystyle m}, порождённым вектором {\displaystyle v\in \mathbb {C} ^{n}} и матрицей {\displaystyle A\in \mathbb {C} ^{n\times n}}, называется линейное пространство
{\displaystyle {\mathcal {K}}_{m}(v,A)=\operatorname {span} \{v,Av,A^{2}v,...,A^{m-1}v\}.}
Где span{...} означает линейную оболочку. Подпространство Крылова является подпространством векторного пространства над полем комплексных чисел: {\displaystyle {\mathcal {K}}_{m}\subset \mathbb {C} ^{n}.}
Такие пространства были названы в честь русского прикладного математика и военно-морского инженера А. Н. Крылова, который опубликовал работу по этой проблеме в 1931 году.

## Размерность подпространства Крылова
В силу конечномерности пространства {\displaystyle \mathbb {C} ^{n}} найдётся такое {\displaystyle p\;(0\leq p\leq n),} что векторы {\displaystyle v,\;Av,\;A^{2}v,\;...,\;A^{p-1}v} линейно-независимы, а {\displaystyle A^{p}v} есть линейная комбинация этих векторов с коэффициентами {\displaystyle \gamma _{1},\;\gamma _{2},\;...,\;\gamma _{p}:}
{\displaystyle A^{p}v=-\gamma _{1}A^{p-1}v-\gamma _{2}A^{p-2}v-...-\gamma _{p}v}
Составим полином {\displaystyle \varphi (\lambda )=\lambda ^{p}+\gamma _{1}\lambda ^{p-1}+\gamma _{2}\lambda ^{p-2}+...+\gamma _{p}} и получим:
{\displaystyle \varphi (A)v=0.}
Полином {\displaystyle \varphi (A)} степени {\displaystyle p} является минимальным многочленом вектора v относительно матрицы A.

### Свойства подпространства Крылова
1. {\displaystyle {\mathcal {K}}_{p}} инвариантно относительно {\displaystyle A} и {\displaystyle {\mathcal {K}}_{m}={\mathcal {K}}_{p}} для любого {\displaystyle m\geq p.}
2. {\displaystyle dim({\mathcal {K}}_{m})=\min\{m,p\}.}

## Методы Крыловского типа
Алгоритмы, использующие подпространства Крылова, традиционно называют методами Крыловского типа. Они среди самых успешных методов, в настоящее время доступных по числовой линейной алгебре.
Современные итерационные методы поиска собственных значений и методы решения СЛАУ, ориентированные на матрицы больших размерностей, избегают матрично-матричных операций, и чаще умножают матрицу на векторы и работают с получившимися векторами:
{\displaystyle {\mathcal {K}}_{m}(v,A)=\operatorname {span} \{v_{1},v_{2},v_{3},...,v_{m}\},}
где
{\displaystyle v_{1}=v,\;v_{2}=Av_{1},\;v_{3}=Av_{2},\;...,\;v_{m}=Av_{m-1}}.
Самые известные методы подпространства Крылова — Метод Арнольди, Метод Ланцоша, Метод сопряжённых градиентов, GMRES, BiCG, BiCGSTAB, QMR, TFQMR и MinRES.